# Käthe Grasegger
Käthe Grasegger (n. 19 iunie 1917, Garmisch-Partenkirchen, Regatul Bavariei, Germania – d. 28 august 2001, Garmisch-Partenkirchen, Bavaria, Germania) a fost o schioare alpină ce a reprezentat Germania, medaliată olimpică. A participat la o ediție a Jocurilor Olimpice (1936) în care a câștigat o medalie de argint.

## Participări
Lista de mai jos prezintă principalele competiții la care a participat Käthe Grasegger de-a lungul carierei.
- alpine skiing at the 1936 Winter Olympics – women's combined[*]